# RS-400
Pour les articles homonymes, voir Route 400.
La RS-400 est une route locale du Centre-Est de l'État du Rio Grande do Sul qui relie la municipalité de Sobradinho à la BR-287, sur le territoire de la commune de Candelária. Elle dessert Sobradinho, Passa Sete et Candelária, et est longue de 46 km. 